# Aixe-sur-Vienne

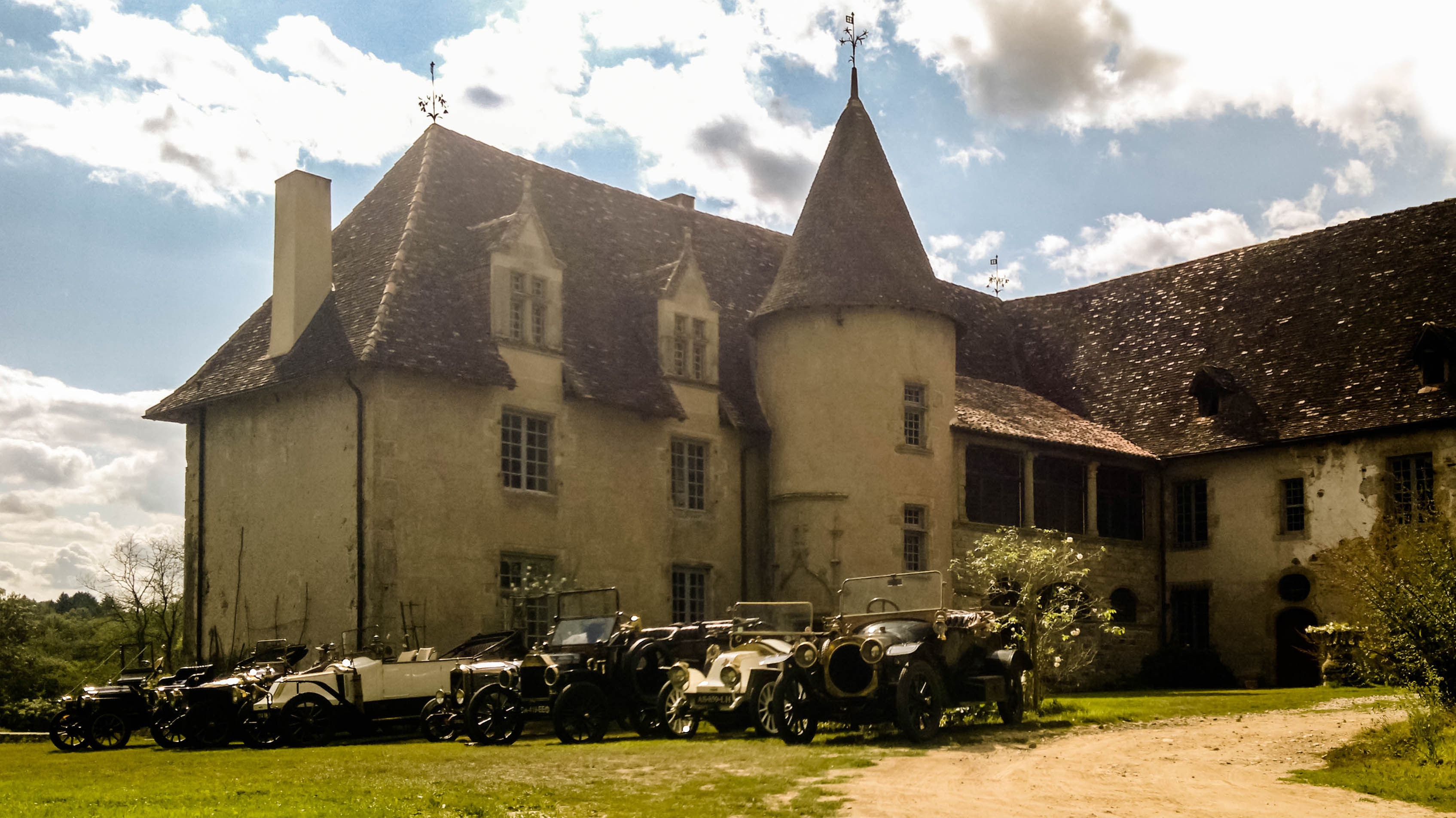
Château de Losmonerie in Aixe-sur-Vienne (2017)

Aixe-sur-Vienne (okzitanisch Aissa) ist eine französische Stadt mit 5860 Einwohnern (Stand 1. Januar 2022) im Département Haute-Vienne in der Region Nouvelle-Aquitaine.

## Geografie
Aixe-sur-Vienne liegt etwa neun Kilometer westlich von Limoges an beiden Ufern des Flusses Vienne. Hier münden von links die Aixette und von rechts die Aurence in die Vienne.
Die Stadt liegt am Rande des Regionalen Naturparks Périgord-Limousin.

## Bevölkerungsentwicklung
| Jahr                       | 1962 | 1968 | 1975 | 1982 | 1990 | 1999 | 2009 | 2020 |
| Einwohner                  | 3745 | 4065 | 4819 | 5520 | 5566 | 5466 | 5464 | 5809 |
| Quellen: Cassini und INSEE |      |      |      |      |      |      |      |      |

## Verkehr
Auf dem Weg von Limoges nach Périgueux führt die Nationalstraße 21 von Ost nach Südwest durch die Stadt. Der Ort verfügt über einen Bahnhof an der Bahnstrecke Limoges-Bénédictins–Angoulême, der von Zügen des TER Nouvelle-Aquitaine zwischen Limoges und Saillat-Chassenon bedient wird.

## Städtepartnerschaften
Es besteht seit 1982 eine Partnerschaft mit Großhabersdorf im mittelfränkischen Landkreis Fürth, die im Jahr 2000 durch eine Partnerschaft mit Święciechowa in  der polnischen Wojewodschaft Großpolen ergänzt wurde. Als dritte Partnergemeinde kam 2010 Malinska in der kroatischen Gespanschaft Kvarner hinzu.